# Hamza Alić
Pour les articles homonymes, voir Alić.
Hamza Alić (né le 20 janvier 1979 à Srebrenica) est un athlète bosnien, spécialiste du lancer du poids.

## Biographie
Son meilleur lancer est de 20,56 m, réalisé à Split en mai 2008. Il est médaillé d'argent aux Jeux méditerranéens 2009. Il se qualifie, avec 20,10 m, pour la finale des Championnats du monde à Berlin.
Le 27 juin 2018, il remporte la médaille d'or des Jeux méditerranéens de Tarragone avec un jet à 20,43 m, pour devancer le favori croate Stipe Žunić (20,21 m), et un autre bosnien, Mesud Pezer (19,82 m).

## Palmarès
| Date | Compétition                          | Lieu       | Résultat | Marque  |
| ---- | ------------------------------------ | ---------- | -------- | ------- |
| 2005 | Jeux méditerranéens                  | Almería    | 3e       | 19,49 m |
| 2008 | Coupe d'Europe hivernale des lancers | Split      | 3e       | 20,13 m |
| 2009 | Jeux méditerranéens                  | Pescara    | 2e       | 20,05 m |
| 2009 | Championnats du monde                | Berlin     | 7e       | 20,00 m |
| 2011 | Coupe d'Europe hivernale des lancers | Sofia      | 1er      | 20,21 m |
| 2013 | Championnats d'Europe en salle       | Göteborg   | 2e       | 20,34 m |
| 2013 | Jeux méditerranéens                  | Mersin     | 3e       | 19,69 m |
| 2014 | Championnats des Balkans             | Pitești    | 2e       | 19,13 m |
| 2015 | Jeux européens                       | Bakou      | 1er      | 20,26 m |
| 2016 | Championnats des Balkans             | Pitești    | 5e       | 19,70 m |
| 2017 | Championnats d'Europe par équipes    | Marsa      | 1er      | 19,84 m |
| 2017 | Championnats des Balkans             | Novi Pazar | 2e       | 19,60 m |
| 2018 | Championnats des Balkans en salle    | Istanbul   | 5e       | 19,84 m |
| 2018 | Jeux méditerranéens                  | Tarragone  | 1er      | 20,43 m |

## Records
| Épreuve         | Épreuve      | Performance | Lieu     | Date          |
| --------------- | ------------ | ----------- | -------- | ------------- |
| Lancer du poids | En plein air | 20,82 m     | Zenica   | 8 juin 2017   |
| Lancer du poids | En salle     | 20,34 m     | Göteborg | 1er mars 2013 |